# (31608) 1999 GR5
1999 جي أر 5 (ويعرف أيضًا باسم (31608) 1999 جي أر 5 وفق تسمية الكوكب الصغير) (بالإنجليزية: 1999 GR5)‏ هو كويكب ضمن حزام الكويكبات؛ وترتيبه 31608 من حيث الاكتشاف.
اكتُشف هذا الجُرم الفلكي بواسطة جون بروفتون في 12 أبريل 1999.

## وصلات خارجية
- (31608) 1999 GR5 في قاعدة بيانات مختبر الدفع النفاث لأجرام النظام الشمسي الصغيرة

- الاكتشاف · مخطط المدار ·  العناصر المدارية · المعلمات المادية

- (31608) 1999 GR5 على موقع ويكي سكاي: DSS2, SDSS, GALEX, IRAS, Hydrogen α, X-Ray, Astrophoto, Sky Map, Articles and images